# Prädikat Kabinett

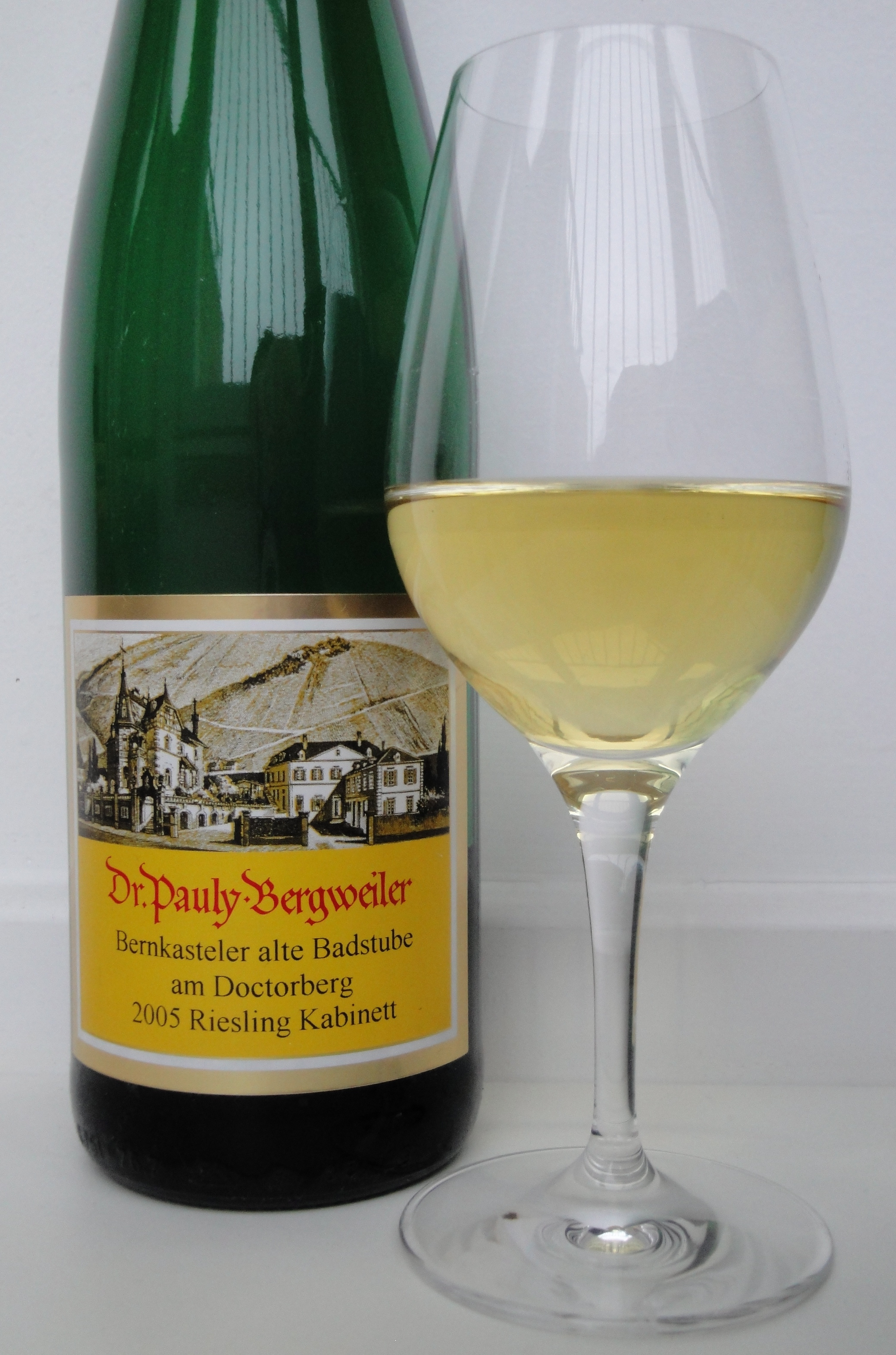
Ein Riesling Kabinett von der Mosel

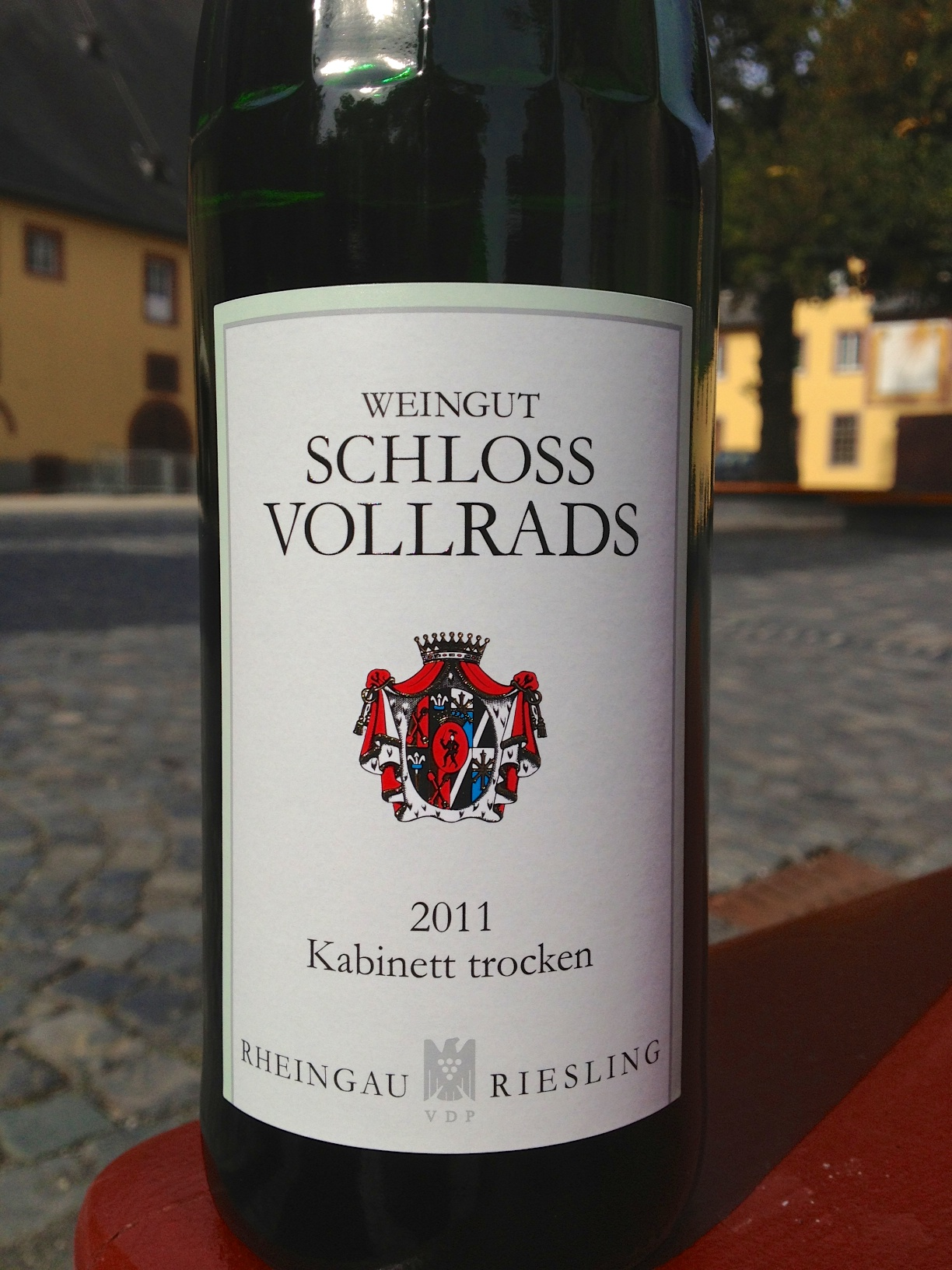
Schloss Vollrads Riesling Kabinett trocken

Kabinett ist ein Prädikat für Qualitätsweine. In Deutschland gehört er zur Wein-Qualitätsstufe der Prädikatsweine.

## Deutschland
In der Bundesrepublik Deutschland ist Kabinett ein Prädikatswein der gehobenen Güteklasse, der eine amtliche Prüfungsnummer tragen und bestimmte gesetzliche Anforderungen erfüllen muss. Die Mindestanforderung sind 70° Oechsle, im Weinbaugebiet Baden je nach Rebsorte 76° bis 85° Oechsle.
Im Gegensatz zum Qualitätswein bestimmter Anbaugebiete ist beim Kabinett keine Chaptalisation (Zugabe von Zucker) erlaubt. Ein Kabinett kann trocken oder restsüß sein.

## Österreich
Die Kabinettweine müssen in Österreich außer den für Qualitätsweine geltenden Kriterien ein Mindestmostgewicht von 84° Oechsle aufweisen, ihr Alkoholgehalt darf 12,7 % nicht übersteigen. Sie dürfen nicht angereichert werden. Kabinettweine gehören in Österreich nicht zu den Prädikatweinen. Als Besonderheit des Weinbaugebiets Wachau gelten die Kategorien Steinfeder, Federspiel und Smaragd.

## Tschechien
Nach dem geltenden Weinrecht über den Weinbau in Tschechien muss der Wein aus Trauben hergestellt werden, die in einem einzigen spezifizierten Weinbaugebiet angebaut wurden. Der Wein muss eine Mindestmostdichte von 19° NM (entspricht 84° Oechsle) aufweisen. Der Wein darf keiner Chaptalisierung unterzogen worden sein.

## Herkunft der Bezeichnung

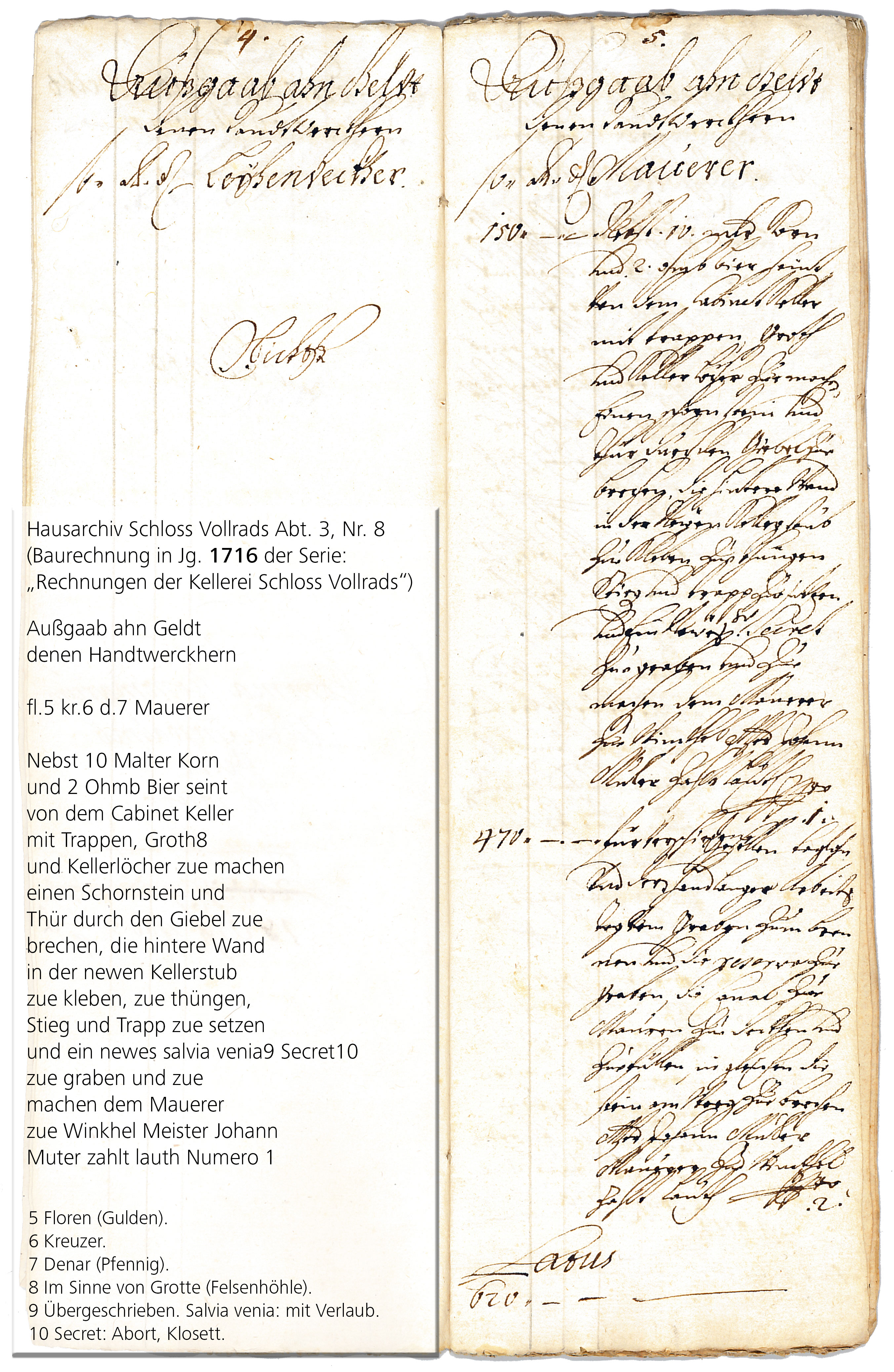
Scan der original Kellerei Rechnung von Schloss Vollrads aus dem Jahre 1716. Erster urkundlicher Beleg für den Begriff Kabinett in der Weinwelt.

Im Mittelalter um das Jahr 1500 wurde im Kloster Eberbach die ehemalige Fraternei zum Weinkeller umfunktioniert und diente als „Schatzkammer“ für besonders wertvolle Weine. Diese Schatzkammer wurde als Cabinet bezeichnet. Von diesem Cabinet leitet sich die heute im Weingesetz verankerte Prädikatsbezeichnung Kabinett ab.